# جون مسكر
جون موسكر(بالإنجليزية: John Musker)‏مخرج أفلام كرتونية أمريكي، ولد في 8 نوفمبر,1953.

## أفلامه
- الثعلب والكلب (فيلم).(1981)
- المرجل الأسود (فيلم).(1985)
- الفأر المتحري
- ليتل ميرمد(فيلم)(1989)
- علاء الدين (فيلم 1992)
- هرقل (فيلم 1997)
- كوكب الكنز(2002)
- الأميرة والضفدع(2009)

## روابط خارجية
- جون مسكر على موقع IMDb (الإنجليزية)
- جون مسكر على موقع قاعدة بيانات الأفلام العربية
- جون مسكر على موقع ألو سيني (الفرنسية)
- جون مسكر على موقع ميوزك برينز (الإنجليزية)
- جون مسكر على موقع أول موفي (الإنجليزية)
- جون مسكر على موقع قاعدة بيانات برودواي على الإنترنت (الإنجليزية)
- جون مسكر على موقع قاعدة بيانات الأفلام السويدية (السويدية)
- جون مسكر على موقع إن إن دي بي (الإنجليزية)
- جون مسكر على موقع قاعدة بيانات الفيلم (الإنجليزية)
- جون مسكر على موقع كينوبويسك (الروسية)